# Yoshinobu Ishii
Yoshinobu Ishii (石井 義信, Ishii Yoshinobu), né le 13 mars 1939 à Fukuyama et mort le 26 avril 2018, est un footballeur et entraîneur japonais.

## Biographie
En tant que milieu de terrain, Yoshinobu Ishii joua en équipe nationale lors d'un seul match, pour aucun but inscrit, le 21 septembre 1962, contre Singapour, en match amical, qui se solda par une défaite (1-2).
Il joua dans deux clubs (Toyo Kogyo et Fujita Kogyo), remportant une D2 en 1971 et deux coupes du Japon.
En tant qu'entraîneur, il dirigea le club de Fujita Kogyo et la sélection japonaise pendant 17 mois. Il remporta deux championnats ainsi que deux coupes nationales.

## Clubs

### En tant que joueur
- 1957-1968 :  Toyo Kogyo
- 1968-1975 :  Towa Real Estate/Fujita Kogyo

### En tant qu'entraîneur
- 1975-1980 :  Fujita Kogyo
- mai 1986-octobre 1987 :  Japon
- 1988-1990 :  Fujita Kogyo

## Palmarès

### En tant que joueur
- Championnat du Japon de football D2
  - Champion en 1971
- Coupe du Japon de football
  - Vainqueur en 1965 et en 1967
  - Finaliste en 1957, en 1966 et en 1975

### En tant qu'entraîneur
- Championnat du Japon de football
  - Champion en 1977 et en 1979
  - Vice-champion en 1980
- Coupe du Japon de football
  - Vainqueur en 1977 et en 1979